# 誓い (平原綾香の曲)
『誓い』（ちかい）は、平原綾香の10枚目のシングル。2006年1月18日にドリーミュージックから発売された。

## 概要
表題曲「誓い」は、NHK『2006年トリノオリンピック放送」のテーマソングに使用された楽曲で、PVは洗足学園音楽大学の前田ホールで撮影された。本作は『第57回NHK紅白歌合戦』にて歌唱された。

## 収録曲
1. 誓い [4:41][5]
作詞・作曲：小林建樹、編曲：亀田誠治
NHK『2006年トリノオリンピック放送』テーマソング
2. スタート・ライン [6:45][5]
作詞：平原綾香、作曲・編曲：沢田完
CBCテレビ・CBCラジオ「子供を救おう!未来を守ろう!」キャンペーンソング
3. 誓い（Instrumental）
4. スタート・ライン（Instrumental）

## 楽曲の収録アルバム
| 曲名             | 収録アルバム                  | 発売日        | 備考                  |
| ---------------- | ----------------------------- | ------------- | --------------------- |
| 誓い             | 『4つのL』                    | 2006年3月22日 | 4thオリジナルアルバム |
| 誓い             | 『Jupiter〜平原綾香ベスト〜』 | 2008年2月13日 | ベストアルバム        |
| スタート・ライン | 『4つのL』                    | 2006年3月22日 | 4thオリジナルアルバム |
| スタート・ライン | 『Jupiter〜平原綾香ベスト〜』 | 2008年2月13日 | ベストアルバム        |